# (25924) Douglasadams
(25924) Douglasadams est un astéroïde de la ceinture principale.

## Description
(25924) Douglasadams est un astéroïde de la ceinture principale. Il fut découvert par le programme LINEAR le 19 février 2001 à Socorro. Il présente une orbite caractérisée par un demi-grand axe de 2,414 UA, une excentricité de 0,166 et une inclinaison de 1,72° par rapport à l'écliptique.
Il fut nommé en hommage à l'écrivain britannique Douglas Adams, connu internationalement pour son roman « Le Guide du voyageur galactique ».

## Compléments